# Fernand Pignatel
Fernand Pignatel est un journaliste et essayiste français du XXe siècle, né à Marseille le 27 septembre 1886 et mort à Paris 11e le 18 février 1963,.

## Biographie
Il collabora au journal Abc artistique et littéraire. Il est connu pour son livre à succès antimaçonnique Batailles maçonniques, réédité 4 fois.
Il est inhumé dans le caveau familial au cimetière du Père-Lachaise, division 95.

## Publications
- Chronique de la cour du roi Pétaud, avec Jules Rivet. Paris, Société mutuelle d'éditions, 1921. 240 p. Illustrations de H. Guilac.
- Batailles Maçonniques (Fragments d'histoire vus à l'endroit), Éditions de La Caravelle 1928. 221p.Collection Le Livre et L'Image.Portrait de l'auteur par André Margat.
- Le Livre de l'Annonciade, Atlantis, 1962.
- Le Livre de l'Apocalypse, Imprimerie Bière, 1961. Supplément de la revue Atlantis. 128 p.
- Le Compagnonnage et la Crise de civilisation du XXe siècle, Atlantis, 1962.
- Léo Poldès et le Club du Faubourg, ou Une époque qui cherche son vrai visage, Éditions de La Caravelle, 1932. 123 p., fac-sim., portr. en frontisp. (Collection "Aujourd'hui")
- Saint-Glinglin, Éditions de La Caravelle, Le Livre et l'Image, 1926. 191 p.
- L'Offertoire, E. Chiron, 1921. 71 p.  Illustrations de Pierre Gerbaud.
- Théodore de Banville : l'homme, l'œuvre, la critique : 1823-1891. Aux Éditions de la Poésie, 1923. 14 bois gravés par A. et P. Baudier, 2 fac-similé de manuscrits.- 30 p. ; 29 cm. Bibliographie.
- Les Joyeuses Commères de Windsor, comédie en quatre actes / par Fernand Pignatel ; d'après la farce de Shakespeare. Manuscrit de 1907 (BNF).

### Préfaces
- Le Vrai Mystère d'Adam-Ève, par Notrami et Charles Léon. Paris, S.I.P.U.C.O. (Limoges, Impr. de la Société des journaux et publications du Centre) 1952. In-8°, 176 p., fig. Collection de petits ouvrages d'avant-garde, science, philosophie, religion. 1
- Jaurès par ses contemporains, E. Chiron, 1925. 217 p.